# Campyloneurus basiornatus
Campyloneurus basiornatus är en stekelart som beskrevs av Cameron 1911. Campyloneurus basiornatus ingår i släktet Campyloneurus och familjen bracksteklar. Inga underarter finns listade.